# José Pablo García
José Pablo García   (Màlaga, 22 de juny de 1982) és un il·lustrador i autor de còmics. També firma amb el pseudònim; José Pablo.
Al llarg de la seva carrera ha treballat per El Mundo, Dos veces breve i Vida Económica. El 2022 va fer l'adaptació al còmic d' El fill del xofer, novel·la de Jordi Amat publicada en català per Norma Editorial. D'altres adaptacions al còmic foren les novel·les de Soldats de Salamina, de Javier Cercas, així com La Guerra Civil Espanyola i La Mort De Guernica, de Paul Preston, editades en català.